# Rhinocricus iquitus
Rhinocricus iquitus är en mångfotingart som beskrevs av Chamberlin 1941. Rhinocricus iquitus ingår i släktet Rhinocricus och familjen Rhinocricidae. Inga underarter finns listade i Catalogue of Life.